# ツノアイアシ
ツノアイアシ（Rottboellia cochinchinensis (Lour.) Clayton ）は、大型になるイネ科植物の1種である。小穂が軸に埋もれた棒状の花穂をつける。亜熱帯～熱帯域の有力な雑草であり、また他感作用を持つことが知られている。

## 概説
ツノアイアシは大柄なイネ科の雑草である。花穂が太い棒状で、小穂はその穂の軸の窪みに収まってしまい、外に突き出ない。果実が熟した際にはこの軸そのものが小穂を含んだ形で折れる。小穂は対をなして生じるが、その二形が著しい。
熱帯域から亜熱帯域では強壮な雑草であり、サトウキビなどには深刻な影響を与える場合がある。他方で、この植物体を用いて他の雑草の成長を抑制しようとする利用もある。
英名はItchgrassである。和名はアイアシに基づくものと思われるが、アイアシがヨシに似て、地下茎が横に走り、地上茎が細い竹状に伸びる姿になるのとはかけ離れており、放射状に太い花穂を出す姿とも似てはいない。むしろ、全体としてはウシノシッペイを太く大きくしたような姿の植物である。なお、ウシノシッペイはこの属に含められたことがある。

## 特徴
大柄な一年生草本。草丈は1mから2.5mにも達することがある。茎は基部近くで分枝しながら立ち上がり、茎の内部は海綿質になっている。節ごとに葉を出し、葉の基部は鞘となる。鞘には多少の粗い毛を生じ、特に株元のものはちくちくと肌に刺さる。葉は扁平で線形、長さは20-60cm、幅は1-3cm。先端は尖り、上面はざらつく。
茎の上方の葉腋から花序を出す。穂状花序は基部と先端が細まった円筒形で、長さ8-15cm、幅は約3mm、ふつうは単独に生じ、ほぼ直立する。外見的には突き出した部分はほぼない。花序全体は長さ6-7mmの節に分かれ、それぞれの節の基部から一対の小穂がでる。これは有柄小穂と無柄小穂が隣り合った組になっており、そのどちらもが主軸に出来たくぼみに収まり、外見的には突出しない。結実するのは無柄の方だけである。成熟時には主軸の節ごとに折れ、主軸とともに落ちる。折れ口では中央が下に突き出してレゴブロックのようになっている。なお、穂の先端近くの節では退化した小穂のみをつけて折れやすい。ちなみに、押し葉標本とした際にも穂が折れやすく、うっかりするとすべてバラバラになってしまう。

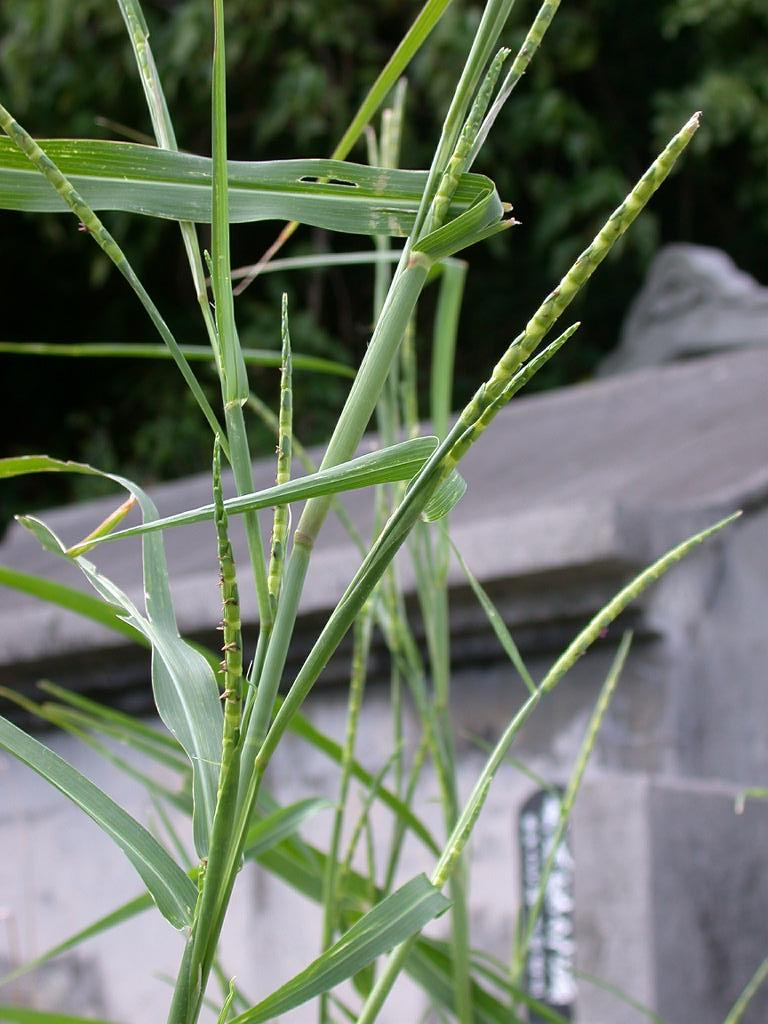
花序

## 分布と生育環境
世界的には熱帯アフリカから熱帯アジア、オーストラリアに産し、南北アメリカの熱帯域にも帰化している。沖縄本島には第二次世界大戦後に帰化し、1970年代には先島諸島にまで定着した。2000年代には沖縄・宮古・八重山と大東諸島にも広がった。日本本土での記録もあるが、極めて少なく、定着していない模様。荒れ地草原や道ばたにも見られるが、サトウキビ畑などにも出現する。

## 利害
亜熱帯から熱帯域においては畑地の強壮な雑草として広く知られている。サトウキビ畑にもよく繁茂し、沖縄のサトウキビ畑におけるもっとも害の大きい雑草4種の一つとして上げられている。対処法としては遮光すること、それから初期に除草することが有効で、逆にそれを怠るとサトウキビの生育が悪くなる。
タイにおいても強雑草として知られるが、この地域ではこの植物の茎葉部をカリフラワーなど野菜栽培の圃場で地表を覆うマルチング用の資材として活用している。これは土壌からの水分蒸発を押さえる意味とともに、雑草の発育を抑制する効果がある。実験的にもこの植物の抽出液によって他の植物の生育を阻害する効果があること、根の部分より茎葉の部分に効果が高いこと、これが実際の土壌中でも効果を上げることが確認され、おそらく他感作用の存在を示すものと考えられている。